# Dirty Sanchez
Dirty Sanchez (of Team Sanchez) is een Britse televisieserie en gaat over een groep van vier mannen die stunts en grappen uithalen, wat meestal uitmondt in pijnlijke of onsmakelijke situaties. Ze staan in de Verenigde Staten het meest bekend als Sanchez Boys en Team Sanchez om verwarring met de seksuele handeling die oorspronkelijk ook Dirty Sanchez genoemd wordt, te voorkomen. De leden van het team zijn de drie Welshmannen Mathew Pritchard, Lee Dainton, Michael Locke (ook wel: Pancho) en de Engelsman Dan Joyce, en voerden oorspronkelijk stunts uit in Newport, Wales, maar de opnames van de latere seizoenen vonden elders in het Verenigd Koninkrijk plaats.

## De cast
De 4 leden van de cast zijn:
- Mathew Pritchard (geboren op 30 maart 1973 in Cardiff, Wales)
- Lee Dainton (geboren op 22 augustus 1973 in Pontypool, Wales)
- Michael "Pancho" Locke (geboren op 13 maart 1979 in Neath, Wales)
- Dan Joyce (geboren op 2 juni 1976 in Londen, Engeland)

## Seizoenen

### Seizoen één: Front End Rear End
De eerste serie werd met gemengde reacties ontvangen, een aantal mensen beweerden dat het te saai was en vonden het maar een slappe imitatie van de Amerikaanse show Jackass, terwijl anderen juist klaagden dat ze te ver gingen, te wijten aan een hoog gehalte aan extreme stunts en relatief onsmakelijke aspecten zoals ongecensureerde mannelijke naaktheid. Desondanks werden de jongens massaal geprezen voor hun fun-loving hedonisme en moed in hun gevaarlijke stunts. Een review verklaarde "Ze zorgen ervoor dat Jackass eruitziet als de Royal Shakespeare Company". Tevens stond er op de cover van de Dirty Sanchez: The Movie-dvd, een soortgelijke uitspraak van MAXIM: " Maakt dat Jackass eruitziet als de Teletubbies."

### Seizoen twee: Jobs for the Boyos
Dit nieuwe seizoen is gericht op de vier presentatoren die gedurende vijf dagen verschillende werkplekken en opleidingen bezoeken en daarbij in contact komen met het personeel. Deze afleveringen werden opgenomen in een salon, een bouwterrein, een martial arts-opleidingscentrum, het trainingskamp van de Commando Royal Marines een Brandweerkazerne en een ranch in Arizona, waar ze in cowboy-style verschillende stunt uithalen.
Het werd de grootste hit in de geschiedenis van MTV UK en is nog steeds de enige Britse serie stateside gaan.

### Seizoen drie: European Invasion
In dit derde seizoen reizen de 4 jongens door verschillende landen in Europa zoals Zweden, Griekenland, Italië, Tsjechië, Spanje en Duitsland. Ze voeren ook hier cultuurgetrouw een aantal stunts uit.

### Seizoen vier: Behind the Seven Sins
Seizoen 4 werd voor het eerst uitgezonden door MTV in 2007. Het kreeg de titel Dirty Sanchez 4: Behind the 7 Sins en gaat achter de schermen van de film. Hier worden de jongens gevraagd te reageren op elke zonde die zij moesten uitvoeren, in elk van de lidstaten. Deze zonden zijn: lust, hebzucht, afgunst, luiheid, gulzigheid, woede en trots.

## MTV Wrecked
MTV Wrecked was gebaseerd op twee willekeurige deelnemers, in verschillende uitdagingen, opgezet door Pritchard en Dainton. Het favoriete voorwerp van de verliezer zou aan het einde vernietigd worden.

## Sanchez Get High
In de acht afleveringen van Sanchez Get High, zochten Pritchard en Dainton de breedste grenzen op in Brazilië, Mexico, de Filipijnen, Australië, Cambodja, Zuid-Afrika, India en Japan. Ze deden pijnlijke stunts om een 'buzz' te krijgen, ze maakten parachutesprongen, lieten pijnlijke tatoeages zetten door mensen van Afrikaanse stammen, probeerden oude remedies en andere stoffen zoals ayahuasca en paddo's. Sanchez Get High werd voor het eerst uitgezonden in oktober 2008.

## Dirty Sanchez: The Movie
Dirty Sanchez: The Movie, een film soortgelijk aan de serie, werd uitgebracht op 22 september 2006. Het is in de vorm van een wereldtournee en bevat stunts die verband houden met de Zeven Hoofdzonden. De stunts in de film zijn groter en extremer dan die getoond werden in de tv-serie. De film bevat ook de eerste strijd tussen stuntgroepen. In hun tournee door Japan, strijd het Dirty Sanchez team tegen de Tokyo Shock boys om te zien wie er extremer is. Aan het einde van de tournee weigeren de Tokyo Shock Boys deel te nemen aan de Dirty Sanchez-liveshow vanwege hun walgelijke capriolen.
De dvd van Dirty Sanchez: The Movie werd uitgebracht op 22 januari 2007 door Pathe Distribution Ltd.
De film begint met de jongens die een auto door een caravan rammen en uiteindelijk "sterven" en naar de hel gaan, waar ze Satan (gespeeld door voormalig drugssmokkelaar Howard Marks) ontmoeten die hen vertelt wat ze moeten doen om hun leven terug te krijgen.
De stunts zijn:
1. Super Glue Wake Up - De jongens beginnen in Wales en Engeland. Lee Dainton lijmt Pancho's neusgaten dicht met secondelijm terwijl hij slaapt.
2. Skeet Shooting - De jongens zijn allemaal verkleed als konijnen terwijl ze de kleiplaten moeten ontwijken die op hen worden geschoten.
3. The BB Challenge - Mathew Pritchard en Lee Dainton houden een wedstrijd om te zien wie de meeste BB-pistoolschoten kan hebben. Dainton, die uiteindelijk verloor, moet zichzelf in zijn lul schieten. Pritchard gaat Dainton opnieuw neerschieten, maar als straf moet Pritchard zichzelf drie keer in het voorhoofd schieten.
4. Stabby Darts - De jongens spelen een spelletje waarbij ze proberen een dartpijl tussen elkaars vingers te steken.
5. The Incredible Alc - Pancho is in slaap gevallen, dus besluiten de jongens hem groen te schilderen en zijn kleren te knippen om hem op The Incredible Hulk te laten lijken. Ze maken hem wakker door pikante chilisaus op zijn ogen te spuiten met een waterpistool en door mandarijnen naar hem te gooien.
6. Russian Punishment - De jongens komen aan in Rusland. Ze worden allemaal om de beurt met een zweep op hun reet geslagen.
7. Nightmare - Lee Dainton maakt Pancho wakker door hem met de zool van een schoen op zijn hoofd te slaan en door een sterretje in zijn bed aan te steken.
8. Tattoo Surprise - Mathew Pritchard denkt dat hij een tatoeage op zijn been zal krijgen met de tekst "Sleep When You're Dead" in de Russische taal, maar Lee Dainton vertelde de tatoeëerder om in plaats daarvan "I Love Johnny Knoxville" te schrijven.
9. Fake World Record - Mathew Pritchard probeert het wereldrecord te breken door met 103 paintballs op een naakt menselijk lichaam te worden geschoten. Maar hij wist niet dat er geen wereldrecord is voor de meeste paintballhits op het menselijk lichaam.
10. Gorbachev - Lee Dainton en Mathew Pritchard scheren Pancho's hoofd en pissen op hem terwijl hij slaapt. Ze maken hem wakker door ketchup op zijn kale hoofd te gieten, waardoor hij op Michail Gorbatsjov lijkt.
11. Dwarf Slap - Nadat hij is geschoren en wakker is gemaakt, geeft Pancho Mathew Pritchard een harde klap in het gezicht waardoor Pritchard bijna knock-out gaat.
12. I Love Dainton - De jongens zijn in Thailand. Mathew Pritchard laat een tatoeage op zijn lul zetten met de tekst "I Love Dainton".
13. Liposuction - Pancho krijgt een liposuctie zonder enige verdoving.
14. Guess the Ladyboy - De jongens gaan naar een stripclub waar ze raden welke van de dames een man is door ze te kussen. Mathew Pritchard heeft dit spel gemanipuleerd door te weten dat alle dames eigenlijk mannen zijn.
15. Bangkok Roulette - De jongens spelen een spel waarbij ze moeten raden wie van hen wordt afgetrokken door de assistent, als ze het verkeerd raden, moeten ze insecten eten.
16. Unfortunate Wank - De jongens blijven Bangkok Roulette spelen, maar nu verliest de persoon die wordt afgetrokken. Dan Joyce, die uiteindelijk verloor, moet Pancho's vet van de liposuctie drinken.
17. Crab Racing - De jongens zijn in aangekomen in de Phi Phi-eilanden. Ze kiezen de krab die ze voor de race willen gebruiken, de 2 winnaars mogen in een luxe vijfsterrenhotel verblijven, terwijl de 2 verliezers in een sloppenwijk moeten verblijven.
18. I Love Dainton Reveal - Mathew Pritchard onthult zijn "I Love Dainton" tatoeage op zijn lul aan de jongens.
19. Fake World Record Reveal - Lee Dainton is boos op Mathew Pritchard omdat hij Dainton's naam op zijn lul heeft getatoeëerd, dus onthult hij dat Pritchard's paintballwereldrecord nep is.
20. Fumble in the Jungle - Mathew Pritchard en Lee Dainton hebben een bokswedstrijd tegen elkaar, die Dainton uiteindelijk won.
21. Spunky Dunky - De jongens zijn nu in Japan. Elk van de jongens moet masturberen in een condoom. Dan Joyce, die de minste ejaculatie had, moet zijn met sperma gevulde condoom over zijn hoofd dragen. Hij blaast vervolgens in het condoom om het te laten knappen.
22. Stunt Off - De jongens ontmoeten de Tokyo Shock Boys om te zien wie de beste stunts kan uitvoeren.
23. Extreme Wrestling - De jongens ontmoeten Japanse extreme worstelaars tegen wie ze moeten vechten.
24. Extreme Drinking Game - Nadat de jongens tegen de Japanse extreme worstelaars hebben gevochten, spelen ze een spel om te drinken met elkaar. De verbeurdverklaringen omvatten een van de extreme worstelaars die op zijn schouder worden geslagen met een spijkerhamer, Pancho die door zijn tong wordt geniet en Mathew Pritchard die wasabi opsnuift vermengd met sake.
25. Pritchard Regains His Pride - Nadat Mathew Pritchard tijdens de bokswedstrijd knock-out is geslagen door Lee Dainton, moet hij zijn trots terugkrijgen. Dat doet hij door het puntje van zijn rechter pink eraf te hakken. Dan Joyce probeert de afgehakte punt van Pritchard's pink op te eten, die hij vrijwel onmiddellijk uitspuugt.
26. Pinky Dinky Dainty - Mathew Pritchard en Lee Dainton sloten een deal waarbij als Pritchard het puntje van zijn pink afhakte, Dainton midden in een drukke Japanse straat moest gaan, gekleed in een roze turnpakje en met een slappe zonnehoed en een donkere zonnebril, tijdens het zingen van karaoke met een lied naar keuze van Pritchard.
27. Stranded - De jongens zijn gestrand in een willekeurige woestijn in Mexico waar ze Mykel Hawke ontmoeten die hen overlevingsvaardigheden leert.
28. The Bola - Mathew Pritchard, Pancho en Lee Dainton worden geraakt door een bola.
29. Mind Over Matter - De jongens lopen blootsvoets over hete kolen.
30. Put Your Money Where Your Mouth Is - De jongens komen aan in de Dominicaanse Republiek waar ze een spelletje spelen waarbij ze Monopoly-geld in hun mond stoppen. Mathew Pritchard, die de minste geldbiljetten in zijn mond had, moet een ongemakkelijk gênant telefoontje plegen met zijn moeder.
31. Angry Pirates - De jongens gieten rum in elkaars ogen terwijl ze tegen hun scheenbeen worden geschopt. Nadat hij de rum heeft gemorst, gaat Pancho verder met het van de grond te snuiven.
32. Mouse Catcher - Pancho moet zijn tong op een muizenval plaatsen om zijn geld terug te krijgen, dat door Mathew Pritchard was gejat en in het casino werd vergokt.
33. Mopped - Dan Joyce wordt door Pancho met een dweil op zijn blote rug geslagen.
34. Pinhead - Lee Dainton plaatst zijn voorhoofd op punaises terwijl Mathew Pritchard Dainton's hoofd naar beneden slaat.
35. Spit in the Gob - Dan Joyce, Pancho en Lee Dainton spugen om de beurt in de mond van Mathew Pritchard. Pritchard braakt over de reling van de boot, maar de jongens gooien hem in zee.
36. Fish Hooks - Lee Dainton en Mathew Pritchard steken vishaken door elkaars oorlellen, ze trekken de vishaken eruit met een hengel.
37. Hard Head - Pancho breekt een bloempot met zijn hoofd.
38. Heavy Metal Piercings - Lee Dainton krijgt piercings op zijn armen, hij spuit vervolgens zure citroensap op de wonden.
39. Wine Glass Smash - Mathew Pritchard slaat een wijnglas kapot op zijn hoofd.
40. Jesus Hand - Pancho krijgt een spijker tussen duim en wijsvinger gehamerd door Lee Dainton.
41. Self Circumcision - Dan Joyce steekt een vishaak door zijn voorhuid terwijl de draad aan een hamer wordt vastgemaakt. Hij gooit de hamer die de vishaak eruit trekt, door zijn voorhuid.

De film eindigt met Satan die blij is met de inspanningen van de jongens voor de zeven zonden en hen in staat stelt te leven, maar vraagt of er nog iets is dat ze willen toegeven. Mathew Pritchard geeft toe dat hij Pancho heeft bedrogen door ontharingsmiddel op zijn wenkbrauwen te doen. Pancho wordt woedend en stormt de set uit en dreigt de filmploeg te doden of te verwonden. Pancho stormt naar buiten en wacht op een bus terwijl hij zegt dat hij zich een "spaz" voelt. Het eindigt met een montage van verwijderde stunts die tijdens de aftiteling worden gespeeld en Lee Dainton onthult wat de "Sleep When You're Dead"-tatoeage werkelijk betekent, wat Pritchard in woede achterlaat. Sommige van de verwijderde stunts worden volledig getoond in serie 4.
De film ging in televisiepremière op 5 augustus 2007 op MTV om exact 22:30. Veel van de scènes en de stunts werden verkort of niet getoond. TMF zond de film later die maand alsnog uit.
De film ging in première op het Tribeca Film Festival in 2007. Beschreven als Jackass op crack, gaat de film over "slechte smerige stunts zoals liposuctie-drinkspelletjes, bierklysma-jachtgeweren, dingen die niet gedaan moeten worden met mannelijke genitaliën, en meer..."
De film werd op 11 september 2007 in Noord-Amerika op dvd uitgebracht door Dimension Extreme en Alliance Atlantis. De film werd ook uitgebracht op Blockbuster.com. Toen de film in de Verenigde Staten op Blockbuster.com werd uitgebracht, verdiende het £4.000.000, maar Harvey Weinstein kocht de film omdat hij geen concurrentie met Jackass wilde hebben. "Hij kocht de film alleen om hem te verbergen", zei Mathew Pritchard.

### Kritische reactie
Criticus Peter Bradshaw van The Guardian geeft de film een score van 3 op 5. Hij geeft toe dat de film niet van goede smaak is, maar omschrijft de film met "je voelt je schuldig en beschaamd om ervan te genieten" en grapt "voor pure zelfdestructieve waanzin zouden ze een prijs kunnen verdienen".
Op Rotten Tomatoes heeft de film een goedkeuringsscore van 40% op basis van beoordelingen van 5 critici, met een gemiddelde beoordeling van 4,5/10.

### Trivia
De film is in chronologische volgorde opgenomen en is alleen in het Verenigd Koninkrijk in de bioscoop uitgebracht, ook op exact dezelfde datum als Jackass Number Two. De jongens werden vanwege hun kattenkwaad uit de helft van de bezochte landen gezet. Mathew Pritchard zou de cast van Jackass naar verluidt nooit hebben willen ontmoeten. De bokswedstrijd tussen Lee Dainton en Pritchard duurde eigenlijk 4 ronden, maar het werd bewerkt tot slechts 1 ronde om Pritchard te klooten, het volledige gevecht wordt getoond in serie 4. Het oorspronkelijke plan was dat Pritchard een heel geheel zou afhakken de helft van zijn rechter pink, totdat MTV tussenbeide kwam en verhinderde dat het gebeurde, werd het later veranderd in alleen de punt.

### Ongemaakt vervolg
Mathew Pritchard zei dat een vervolg op Dirty Sanchez: The Movie gepland en gefinancierd was, maar MTV liet het filmen nooit gebeuren.